# قطعنامه ۲۰۸۹ شورای امنیت
قطعنامهٔ ۲۰۸۹ شورای امنیت سازمان ملل متحد سندی بین‌المللی دربارهٔ وضعیت در قبرس است. این قطعنامه طی نشست شورای امنیت سازمان ملل متحد در تاریخ ۲۴ ژانویه ۲۰۱۳ میلادی با ۱۴ رأی موافق، ۱ مخالف و ۰ ممتنع به تصویب رسید.